# Eutrepsia praeclara
Eutrepsia praeclara är en fjärilsart som beskrevs av Louis Beethoven Prout. Eutrepsia praeclara ingår i släktet Eutrepsia och familjen mätare. Inga underarter finns listade i Catalogue of Life.